# Neferhotep I
Jasejemra Neferhotep, o Neferhotep I, fue un faraón de la dinastía XIII de Egipto, que reinó de c. 1697 a 1686 a. C.
Este soberano figura en el registro VI,25 del Canon Real de Turín como Jasejemra Neferhotep, con un reinado de once años y un mes.
Era el hermano mayor de Neferkara (Sebekhotep IV) y disfrutó de un reinado relativamente largo, en comparación con los faraones de su dinastía, de más de once años.
Su nombre de Trono, Jasejemra, quiere decir "Poderosa es la apariencia de Ra". 

## Testimonios de su época
Se han encontrado muestras de su reinado en la isla de Sehel (su nombre está grabado en las rocas siete veces), dos estelas en Abidos (del segundo y cuarto año de su reinado) y otra más en Biblos. Hay unos sesenta escarabeos de este faraón y al menos dos sellos cilíndricos. También se conservan una estatua, encontrada en Elefantina, y otras dos halladas en Karnak.

## Titulatura
| Titulatura | Jeroglífico | Transliteración (transcripción) - traducción - (referencias) |

| G5 |

| G5 |

| U17 | N17 · N17 |

| U17 | N17 · N17 |

| U17 | N17 · N17 |

| U17 | N17 · N17 |

| G5 |

| G5 |

| U17 | N17 · N17 |

| U17 | N17 · N17 |

| U17 | N17 · N17 |

| U17 | N17 · N17 |

| G16 |

| G16 |

| F13 · p · Z9 | U5 · D36 | t · Y1 | H6 |

| F13 · p · Z9 | U5 · D36 | t · Y1 | H6 |

| G16 |

| G16 |

| F13 · p · Z9 | U5 · D36 | t · Y1 | H6 |

| F13 · p · Z9 | U5 · D36 | t · Y1 | H6 |

| G8 |

| G8 |

| mn · n | U7 · r | w&t |

| mn · n | U7 · r | w&t |

| G8 |

| G8 |

| mn · n | U7 · r | w&t |

| mn · n | U7 · r | w&t |

| N5 | N28 · D36 | Y8 |

| N5 | N28 · D36 | Y8 |

| N5 | N28 · D36 | Y8 |

| N5 | N28 · D36 | Y8 |

| N5 | N28 · D36 | Y8 |

| N5 | N28 · D36 | Y8 |

| N5 | N28 · D36 | Y8 |

| N5 | N28 · D36 | Y8 |

| N5 | N28 · D36 | Y8 |

| N5 | N28 · D36 | Y8 |

| N5 | N28 · D36 | Y8 |

| N5 | N28 · D36 | Y8 |

| N5 | N28 · D36 | Y8 |

| N5 | N28 · D36 | Y8 |

| N5 | N28 · D36 | Y8 |

| N5 | N28 · D36 | Y8 |

| nfr | R4 · t · p |

| nfr | R4 · t · p |

| nfr | R4 · t · p |

| nfr | R4 · t · p |

| nfr | R4 · t · p |

| nfr | R4 · t · p |

| nfr | R4 · t · p |

| nfr | R4 · t · p |

| nfr | R4 · t · p |

| nfr | R4 · t · p |

| nfr | R4 · t · p |

| nfr | R4 · t · p |

| nfr | R4 · t · p |

| nfr | R4 · t · p |

| nfr | R4 · t · p |

| nfr | R4 · t · p |